# 獵殺紅色十月號
《獵殺紅色十月號》 （英語：The Hunt for Red October）為美國暢銷軍事小說作家湯姆·克蘭西於1984年出版的處女作，故事以蘇聯核子彈道導彈潛艇艦長馬克·雷明斯上校及美國中央情報局分析師傑克·雷恩兩人為主軸發展，傑克·雷恩必須分析判斷出馬克·雷明斯是打算叛逃到美國或是要來攻擊美國，讓美軍做出準備因應。本書的靈感源自於1975年苏联警戒号巡防舰真實的兵變事件。本著作於1990年被改編為同名電影上映，為傑克·雷恩系列小說中首部改編電影的作品。

## 簡介
冷戰後期，蘇聯研製了一艘新型颱風級核潛艇改进型“红十月號”，並派老練的艦长马尔科·拉米斯上校（Captain Marko Ramius）負責該艇的首次試航演習。按照试航演习的命令，“红十月号”将在巴伦支海地区会同阿尔法级核潜艇“科诺瓦洛夫”号进行演习。拉米斯因为妻子遭遇医疗事故而辞世却无法申诉而备受打击，萌生了叛逃的念头。起航前，拉米斯向苏联海军政治部主任尤里·帕多林将军寄出了一封信，说明自己将开着潜艇驶向纽约（事实上的目的地是美国诺福克海军基地）。
起航后不久，拉米斯以意外事故的名义不留痕迹地秘密殺死了潜艇政治委員普京，并和同谋的军官改變了潜艇航向由冰岛以南的“戈尔什科夫铁路”（紅1水道）航道驶向大西洋。他向全體官兵聲稱此舉是要利用該艇先進的靜音推進系統“履带”突破美國海軍的監視網，一路沿著美國西岸南下，最后到达古巴的“秘密核潜艇基地”。
由于“履带”系统的特殊性能，美軍的多艘潜艇，包括洛杉矶级攻击型核潜艇SSN-700達拉斯號都無法成功追蹤“紅十月号”。蘇聯海军在帕多林将军收到信之后大为震怒。并派出了北方舰队的大批艦艇分成三个战斗群搜尋并追杀“紅十月号”，這使美國十分驚恐。在秘密會議上，综合了各方情报的中央情报局情報員傑克·雷恩博士大膽地認為拉米斯率艦改變航向是有意變節企图投奔美國，这一分析最终得到了总统的认可。美国海军出动了包括衣阿华级战列舰新泽西号在内的舰队并且联系了附近的英國皇家海军无敌号航空母舰共同应对来势汹汹的苏联海军舰队。
在海上的“红十月号”被达拉斯号潜艇上的声纳兵琼斯发现了其音响特征，最终被达拉斯号和无敌号追上。期间苏联追击舰队中的另一艘阿尔法级潜艇“波利托夫斯基”号因为长时间保持42节的超高速航行发生反应堆事故而沉没。在和“无敌号”用信號燈進行了短暫的聯繫後，“紅十月”號开始按联系的内容行事。不久，以反应堆及換氣系統故障为名，拉米斯借机疏散了除军官团之外的大部分船员，傑克·雷恩和达拉斯号的部分艇员也借救援的名义来到了船上。待其他船员逃生后，拉米斯提出要求政治避难，而这时船上潜伏的蘇聯密情局间谍打死了一名军官卡马洛夫并导致了拉米斯和另一名军官的受伤，经过一番激战，傑克·雷恩击毙了间谍，之后美軍按事先的计划自我引爆了一艘退役的弹道导弹核潜艇，红十月号弹射了一枚“海鹰”潜射弹道导弹，以给苏联方面造成“紅十月号”已经沉没的假象。
苏联舰队追击到美国附近时收到了红十月号已击沉舰队返航的指令。准备撤退的“科诺瓦洛夫”号无意中发现了已经叛逃的“红十月号”，并向“紅十月号”發射魚雷，“红十月号”被击中一枚鱼雷但是没有沉没，拉米斯大胆地命令潛艇迎著魚雷駛去而使第二枚魚雷因距離過近而無法引爆，借助巨大的吨位，拉米斯指挥“红十月号”撞沉了“科诺瓦洛夫”号。最終，“紅色十月”號駛入了美國維吉尼亞州的諾福克海军基地。
小说中还有杰克雷恩进入导弹发射舱与敌人枪战的情节，与实际的台风級潛艦的设计不符。

## 出版資料

### 原版
原版于1984年由美國海軍學會出版社（US Navy Institute Press, USNI）出版發行，這是USNI發行的第一部商業出版物、也是最成功的一部。

### 中譯版
中国大陆的简体中文版由上海译文出版社于2005年出版，译者是中国人民解放军海军军官张召忠。
臺灣前後一共出版過三次，分別是兩家出版社、兩位譯者進行翻譯。《獵殺紅色十月號》是臺灣第一次引進湯姆·克蘭西的作品經過翻譯之後出版。
- 第一個版本是星光出版社出版，書名譯為《紅色十月搜尋記》。這個版本的譯者本身對軍事相關方面的資訊不熟悉，翻譯上的問題非常多，是三個版本裡面品質最差的。[1]
- 第二個版本也是星光出版社出版，翻譯者為中華民國海軍潛艇部隊退役軍官、筆名「陳潮州」。這個版本的翻譯品質遠高過前一版，也是後來大多數人所知道的翻譯本。[2]
- 第三個版本是陳潮州先生最初的譯稿，原計畫交由尖端科技雜誌社成立的雲皓出版社出版發行，但在編輯工作完成並增補相關軍武照片與圖說後，發現星光出版社已取得正式授權。雙方會談之後發現此版本的水準比星光原本的翻譯版本更好，因此達成協議，由雲皓出版社印行一版，之後交由星光出版社繼續發行。這個版本與第一個版本在市面上已經很難找到。

## 電影
本作於1990改編為電影，中文版省略了「號」而譯為《獵殺紅色十月》，香港譯為《追擊赤色十月》。片中由肖恩·康纳利飾演馬克·雷明斯上校，亞歷·鮑德溫飾演傑克·雷恩。為了適合電影的長度及觀賞效果，電影中對劇情的發展做了一點變動，省略了部份內容。